# Ruellia magniflora
Ruellia magniflora är en akantusväxtart som beskrevs av C. Ezcurra. Ruellia magniflora ingår i släktet Ruellia och familjen akantusväxter. Inga underarter finns listade i Catalogue of Life.